# Mambiche (Humacao)
Mambiche es un barrio ubicado en el municipio de Humacao en el estado libre asociado de Puerto Rico. En el Censo de 2010 tenía una población de 2387 habitantes y una densidad poblacional de 442,03 personas por km².

## Geografía
Mambiche se encuentra ubicado en las coordenadas 18°11′51″N 65°48′36″O / 18.19750, -65.81000. Según la Oficina del Censo de los Estados Unidos, Mambiche tiene una superficie total de 5.4 km², de la cual 5.4 km² corresponden a tierra firme y (0%) 0 km² es agua.

## Demografía
Según el censo de 2010, había 2387 personas residiendo en Mambiche. La densidad de población era de 442,03 hab./km². De los 2387 habitantes, Mambiche estaba compuesto por el 70.26% blancos, el 16.3% eran afrocaribeños, el 1.21% eran amerindios, el 8.17% eran de otras razas y el 4.06% pertenecían a dos o más razas. Del total de la población el 99.96% eran hispanos o latinos de cualquier raza.